# Scleropactes apuensis
Scleropactes apuensis är en kräftdjursart som först beskrevs av Lemos de Castro 1967.  Scleropactes apuensis ingår i släktet Scleropactes och familjen Scleropactidae. Inga underarter finns listade i Catalogue of Life.